# 保罗·吕齐奥·阿纳法斯托

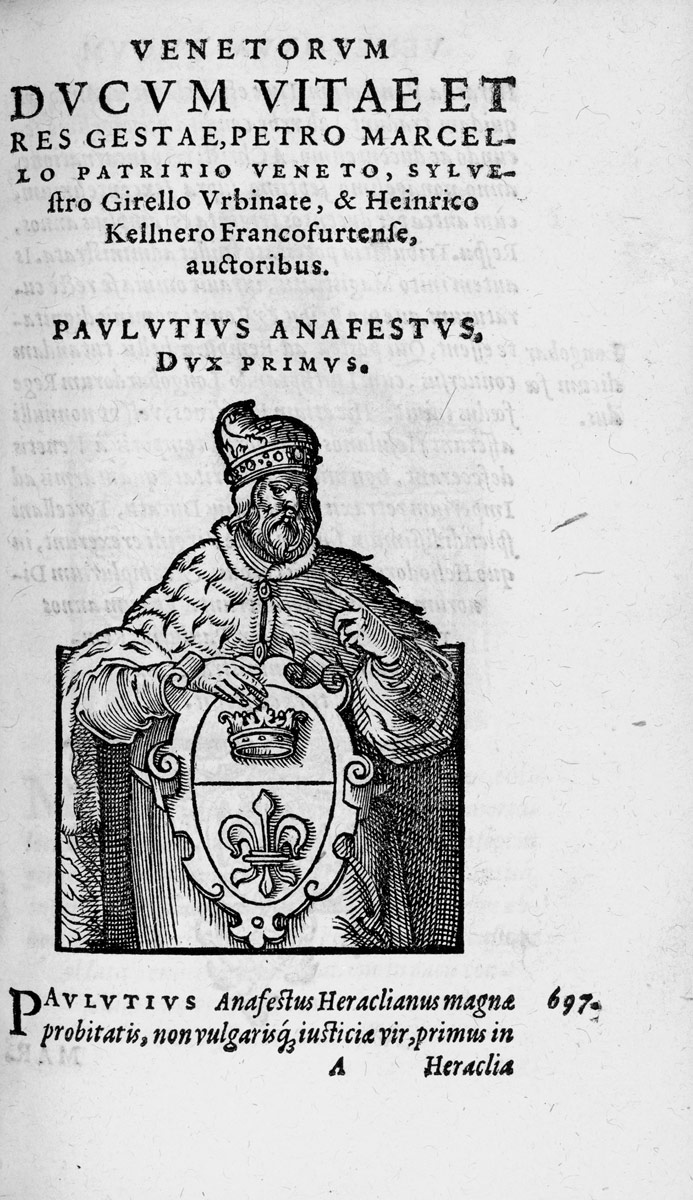
保罗·吕齐奥·阿纳法斯托

保罗·吕齐奥·阿纳法斯托（威尼斯语：Paolo Lucio Anafesto或Paoluccio Anafesto, 拉丁语：Anafestus Paulucius），被认为是首任威尼斯总督，任期为697年至717年。

## 生平
阿纳法斯托出身于当时威尼斯主要城市埃拉克莱亚的一个贵族家庭。根据11世纪以后的资料记载，他于697年被选为管理整个威尼斯潟湖附近地区的行政官。他将当地几位管理不同区域的护民官统一起来，形成了一个防御伦巴第人和斯拉夫人的同盟，即威尼斯共和国的前身。
当代有学者认为，阿纳法斯托与时任拉文纳总督保罗是同一人，从而对这个人物的存在和其总督身份提出了质疑。